# Clement Woodnutt Miller
Clement Woodnutt Miller (ur. 28 października 1916 w Wilmington, zm. 7 października 1962 w Eureka) – amerykański polityk, członek Partii Demokratycznej.

## Działalność polityczna
W okresie od 3 stycznia 1959 do 7 października 1962 kiedy zmarł w trakcie drugiej kadencji, był przedstawicielem 1. okręgu wyborczego w stanie Kalifornia w Izbie Reprezentantów Stanów Zjednoczonych.